# Волкейно (Гаваї)
Волкейно (англ. Volcano) — переписна місцевість (CDP) в США, в окрузі Гаваї штату Гаваї. Населення — 736 осіб (2020).

## Географія
Волкейно розташоване за координатами 19°28′41″ пн. ш. 155°15′7″ зх. д. / 19.47806° пн. ш. 155.25194° зх. д. (19.477962, -155.252068).  За даними Бюро перепису населення США в 2010 році переписна місцевість мала площу 151,67 км², уся площа — суходіл. В 2017 році площа становила 142,62 км², уся площа — суходіл.

### Клімат
| Клімат : Волкейно              | Клімат : Волкейно | Клімат : Волкейно | Клімат : Волкейно | Клімат : Волкейно | Клімат : Волкейно | Клімат : Волкейно | Клімат : Волкейно | Клімат : Волкейно | Клімат : Волкейно | Клімат : Волкейно | Клімат : Волкейно | Клімат : Волкейно | Клімат : Волкейно |
| Показник                       | Січ.              | Лют.              | Бер.              | Квіт.             | Трав.             | Черв.             | Лип.              | Серп.             | Вер.              | Жовт.             | Лист.             | Груд.             | Рік               |
| Абсолютний максимум, °C        | 26,1              | 27,8              | 26,7              | 27,2              | 27,2              | 28,3              | 30,6              | 28,9              | 29,4              | 27,2              | 26,7              | 27,2              | 30,6              |
| Середній максимум, °C          | 19,5              | 19,4              | 19,2              | 19,5              | 20,5              | 22,2              | 21,9              | 22,4              | 22,4              | 22,0              | 20,6              | 19,5              | 20,7              |
| Середня температура, °C        | 14,7              | 14,6              | 14,7              | 15,2              | 16,0              | 16,7              | 17,3              | 17,7              | 17,6              | 17,3              | 16,2              | 15,1              | 16,1              |
| Середній мінімум, °C           | 9,8               | 9,7               | 10,2              | 10,9              | 11,5              | 12,1              | 12,8              | 13,0              | 12,7              | 12,6              | 11,8              | 10,7              | 11,5              |
| Абсолютний мінімум, °C         | 1,1               | 1,7               | 3,3               | 4,4               | 6,7               | 5,6               | 7,2               | 5,0               | 7,2               | 7,2               | 5,0               | 1,7               | 1,1               |
| Днів з дощем                   | 22                | 20                | 25                | 26                | 26                | 24                | 25                | 24                | 23                | 25                | 24                | 24                | 288,0             |
| ------------------------------ | ----------------- | ----------------- | ----------------- | ----------------- | ----------------- | ----------------- | ----------------- | ----------------- | ----------------- | ----------------- | ----------------- | ----------------- | ----------------- |
| Джерело: Weatherbase(records), |                   |                   |                   |                   |                   |                   |                   |                   |                   |                   |                   |                   |                   |

## Демографія
Згідно з переписом 2010 року, у переписній місцевості мешкало 2575 осіб у 1228 домогосподарствах у складі 652 родин. Густота населення становила 17 осіб/км².  Було 1740 помешкань (11/км²).
Расовий склад населення:
| - 51,5 % — білих - 11,6 % — азіатів - 9,8 % — вихідців з тихоокеанських островів - 0,7 % — чорних або афроамериканців - 0,4 % — корінних американців |

До двох чи більше рас належало 25,6 %. Частка іспаномовних становила 8,8 % від усіх жителів.
За віковим діапазоном населення розподілялося таким чином: 17,3 % — особи молодші 18 років, 65,2 % — особи у віці 18—64 років, 17,5 % — особи у віці 65 років та старші. Медіана віку мешканця становила 51,2 року. На 100 осіб жіночої статі у переписній місцевості припадало 99,3 чоловіків;  на 100 жінок у віці від 18 років та старших — 96,7 чоловіків також старших 18 років.
Середній дохід на одне домашнє господарство  становив 55 954 долари США (медіана — 50 543), а середній дохід на одну сім'ю — 61 850 доларів (медіана — 50 955). За межею бідності перебувало 18,8 % осіб, у тому числі 44,1 % дітей у віці до 18 років та 9,5 % осіб у віці 65 років та старших.
Цивільне працевлаштоване населення становило 1211 осіб. Основні галузі зайнятості: мистецтво, розваги та відпочинок — 41,5 %, роздрібна торгівля — 12,2 %, науковці, спеціалісти, менеджери — 9,7 %, освіта, охорона здоров'я та соціальна допомога — 8,8 %.